# فروميس 9
فروميس 9 هي فرقة فتيات كورية جنوبية تأسست من قبل شركة سي جاي إي أند إم في 2018.